# Rodrigão
Rodrigo de Souza Prado, meglio noto come Rodrigão (Brasilia, 11 settembre 1995), è un calciatore brasiliano, difensore della Stella Rossa.

## Caratteristiche tecniche
È un difensore centrale.

## Carriera
Ha esordito in Série A l'8 agosto 2017 disputando con l'Atlético Mineiro l'incontro vinto 1-0 contro l'Avaí.

## Palmarès

### Club

#### Competizioni nazionali
- Campionato russo: 2

Zenit San Pietroburgo: 2022-2023, 2023-2024
- Supercoppa di Russia: 2

Zenit San Pietroburgo: 2023, 2024
- Coppa di Russia: 1

Zenit San Pietroburgo: 2023-2024